# 颱風莫拉菲 (2020年)
颱風莫拉菲（英文：Typhoon Molave，國際編號：2018，聯合颱風警報中心：WP212020，菲律賓大氣地球物理和天文管理局：Quinta）是2020年太平洋颱風季第18個被命名的風暴。「莫拉菲」（Molave）一名由菲律賓提供，意指菲律賓一種常用於製造家具的硬木（小花牡荊）。
由於莫拉菲造成超過42億菲律賓比索的損失，菲律賓大氣地球物理和天文服務管理局把該颱風的當地名稱Quinta從命名表中除名。以後將不再使用。2021年選擇Querubin代替Quinta。基於同一原因，颱風委員會把莫拉菲從命名表中除名，以後將不再使用。在次年第54次世界氣象組織颱風委員會會議中通過新名由「紫檀」取代。這是繼查特安、伊布都、龙王之後，第4個对名称来源国及其代管责任区造成严重灾害而被其名称来源国本国提出除名的西北太平洋熱帶氣旋名稱。

## 發展過程
10月21日，一個熱帶擾動在法斯島南方海域生成，美國海軍研究實驗室給予擾動編號98W。
10月23日上午8時，日本氣象廳將其升格為熱帶低氣壓。下午1時30分，聯合颱風警報中心將其評級提升為「中」。下午2時，台灣中央氣象局將其升格為熱帶性低氣壓，給予編號TD21。晚上8時，日本氣象廳對其發布烈風警報。同時，聯合颱風警報中心將其評級提升為「高」，並對其發布熱帶氣旋形成警報。
10月24日上午8時，聯合颱風警報中心將其升格為熱帶性低氣壓，給予熱帶氣旋編號21W 。下午2時，香港天文台將其升格為熱帶低氣壓。下午5時，中國國家氣象中心亦將其升格。晚上8時，聯合颱風警報中心率先將其升格為熱帶風暴。
10月25日凌晨2時，日本氣象廳將其升格為熱帶風暴，給予國際編號2018，並命名「莫拉菲」。同時，台灣中央氣象局將其升格為輕度颱風、香港天文台將其升格為熱帶風暴。上午5時，中國國家氣象中心將其升格為熱帶風暴。上午11時，中國國家氣象中心將其升格為强热带风暴。香港天文台在下午12時30分跟隨將其升格。下午2時，日本氣象廳將其升格為強烈熱帶風暴。下午5時，菲律賓大氣地球物理和天文管理局和日本氣象廳率先將其升格為颱風。其後菲律賓大氣地球物理和天文服務管理局認定莫拉菲先在下午6時10分於阿爾拜省聖米格爾島首度登陸，其後在下午6時50分於阿爾拜省馬利瑙市再度登陸。該局認定莫拉菲在晚上10時30分於奎松省聖安德烈斯再度登陸，並在10月26日凌晨1時20分於馬林杜克省托里霍斯再度登陸，隨後在凌晨3時30分於東民都洛省波拉再度登陸。
10月28日，中國國家氣象中心宣佈莫拉菲於中午12時24分在越南廣義省附近沿海登陸。下午6時30分，香港天文台將其降格為強烈熱帶風暴。下午8時，香港天文台將其降格為熱帶風暴。
10月29日上午8時，日本氣象廳將其降格為熱帶低氣壓。晚上8時，日本氣象廳在天氣圖上移除該系統。

## 影響

### 菲律賓
菲律賓大氣地球物理和天文服務管理局於10月25日下午5時起對呂宋共6個地區發布三號風暴信號，訊號其後於下午11時延伸至10個區域。部分城市及省份於10月26日停班停課。截至10月28日，莫拉菲造成菲律賓9人死亡、6人受伤，2人失踪。

### 越南
莫拉菲登陸越南後，在廣南省引發兩次土石流，造成19人死亡、48人失蹤，分別在南特拉米地區發現16具遺體37失蹤和福山縣發現11具遺體11失蹤；另外26名漁民在嘗試返航途中因沉船而失蹤。

### 馬來西亞
馬來西亞氣象局10月27日發佈預警，稱當時位於越南峴港東南方678公里以外的莫拉菲有可能在南中國海掀起狂風巨浪，并指出古達為馬來西亞境内距該颱風最近的市鎮。該日早晨，砂拉越美里瓜拉峇南岸外7.7海里處一艘載有187人的油氣維修船受莫拉菲的尾旋波及而船錨斷裂，失控撞向附近的鑽井后開始沉沒。馬來西亞海事執法機構接獲投報后聯合附近多艘作業船前往救援，抵達現場時有125人跳海逃生，剩餘62人仍困在船上。事件最終造成跳海的一名工程師與一名裝配工溺斃，剩餘185人安全獲救。

### 中國大陸
國家氣象中心發布之最高颱風預警信號： 颱風藍色預警信號

#### 海南省
海南省氣象局發佈之最高颱風預警信號： 颱風黃色預警信號

## 名称退役
由於莫拉菲造成超過42億菲律賓比索的損失，菲律賓大氣地球物理和天文服務管理局把該颱風的當地名稱Quinta從命名表中除名。以後將不再使用。2021年選擇Querubin代替Quinta。颱風委員會亦決定將「莫拉菲」除名，在次年第54次世界氣象組織颱風委員會會議中通過新名由「紫檀」取代。

## 熱帶氣旋警告使用紀錄

### 菲律賓
| 菲律賓大氣地球物理和天文服務管理局 風暴信號 | 菲律賓大氣地球物理和天文服務管理局 風暴信號 | 菲律賓大氣地球物理和天文服務管理局 風暴信號 |
| ------------------------------------------- | ------------------------------------------- | ------------------------------------------- |
| 上一熱帶氣旋                                | 一號風暴信號                                | 下一熱帶氣旋                                |
| 颱風沙德爾                                  | 一號風暴信號                                | 超強颱風天鵝                                |
| 颱風沙德爾                                  | 二號風暴信號                                | 超強颱風天鵝                                |
| 颱風黃蜂                                    | 三號風暴信號                                | 超強颱風天鵝                                |

### 中國大陸
| 国家气象中心 颱風預警信號 | 国家气象中心 颱風預警信號 | 国家气象中心 颱風預警信號 |
| ------------------------- | ------------------------- | ------------------------- |
| 上一熱帶氣旋              | 颱風藍色預警信號          | 下一熱帶氣旋              |
| 颱風沙德爾                | 颱風藍色預警信號          | 超強颱風天鵝              |

## 外部連結
| 太平洋颱風季             |
| 主題頁 - 專題 - 編輯指南 |

- （日語）日本氣象廳首頁 （页面存档备份，存于）
- （英文）聯合颱風警報中心首頁 （页面存档备份，存于）
- （简体中文）中國國家氣象中心首頁 （页面存档备份，存于）
- （繁體中文）臺灣中央氣象局首頁 （页面存档备份，存于）
- （繁體中文）香港天文台首頁 （页面存档备份，存于）
- （繁體中文）澳門地球物理暨氣象局首頁 （页面存档备份，存于）
- （英文）菲律賓大氣地球物理和天文管理局 惡劣天氣公告 （页面存档备份，存于）
- （泰文）泰國氣象局首頁 （页面存档备份，存于）